# Phenacoccus arthrophyti
Phenacoccus arthrophyti är en insektsart som beskrevs av Archangelskaya 1930. Phenacoccus arthrophyti ingår i släktet Phenacoccus och familjen ullsköldlöss. Inga underarter finns listade i Catalogue of Life.